# ديفيد غيلبرت (كاتب)
ديفيد غيلبرت (بالإنجليزية: David Gilbert)‏ هو كاتب بريطاني، ولد في 6 أكتوبر 1944.

## وصلات خارجية
- دايفيد غيلبرت على موقع ميوزك برينز (الإنجليزية)
- دايفيد غيلبرت على موقع ديسكوغز (الإنجليزية)